# Long Phú (An Giang)
Long Phú is een phường in de thị xã Tân Châu, in de Vietnamese provincie An Giang, een van de provincies in de Mekong-delta.